# Sobremunt
Sobremunt – gmina w Hiszpanii, w prowincji Barcelona, w Katalonii, o powierzchni 13,67 km². W 2011 roku gmina liczyła 92 mieszkańców.